# Platypyginae
Platypyginae zijn een onderfamilie uit de orde van de tweevleugeligen (Diptera), onderorde vliegen (Brachycera).
De vliegen uit deze onderfamilie zijn zeer klein (0,5 tot 5 millimeter). 

## Geslachten
- Ahessea Greathead & Evenhuis, 2001
- Cephalodromia Becker, 1914
- Cyrtisiopsis Séguy, 1930
- Cyrtosia Perris, 1839
- Platypygus Loew, 1844